# Rhaphidopsis
Rhaphidopsis – rodzaj chrząszczy z rodziny kózkowatych. 

## Zasięg występowania
Przedstawiciele tego rodzaju występują w Afryce od Namibii i Tanzanii na płn. po RPA na płd., a także na Maskarenach.

## Systematyka
Do Rhaphidopsis należą 2 gatunki:
- Rhaphidopsis melaleuca
- Rhaphidopsis zonaria